# Грушин, Пётр Дмитриевич
Пётр Дми́триевич Гру́шин (2 [15] января 1906, Вольск — 29 ноября 1993, Москва) — советский и российский учёный, авиаконструктор и конструктор в области ракетной техники, академик АН СССР (1966). Член ЦК КПСС (1966—1986). Дважды Герой Социалистического Труда. Лауреат Ленинской премии и Государственной премии СССР.

## Биография
Родился 15 января 1906 года на окраине города Вольск, Саратовской губернии. Отец работал плотником, в семье 7 детей.
Начальное образование: 1914 год — церковно-приходская школа, Вольское городское училище. 1921 год — Профтехшкола имени Ильича.
С 1925 года работает на заводе «Возрождение» (г. Марксштадт, Поволжье), кожевенном и ремонтном заводах (г. Вольск).
Мечтал стать лётчиком, предпринял попытку поступления в Самарское училище военных лётчиков, но был отбракован медкомиссией.
В 1928 году комитетом комсомола направлен на учёбу в Ленинград на кораблестроительный факультет политехнического института, отделение подготовки специалистов гидроавиации. С 1930 года отделение гидроавиации переведено в Московский авиационный институт. Учился на отлично, характеризовался как трудолюбивый, упорный, энергичный студент, проявил ценные качества конструктора, нестандартность мышления, склонность к анализу, обобщениям, готовность принимать смелые решения вопреки мнению известных учёных. Окончил обучение в мае 1932 года, получив диплом инженера-механика по самолётостроению. Дипломный проект, легкомоторный самолёт «Бригадный», выполненный совместно с сокурсниками Д. Бабадом и А. Мараказовым, получил первую премию на конкурсе ЦК Осоавиахима.

### Авиаконструктор

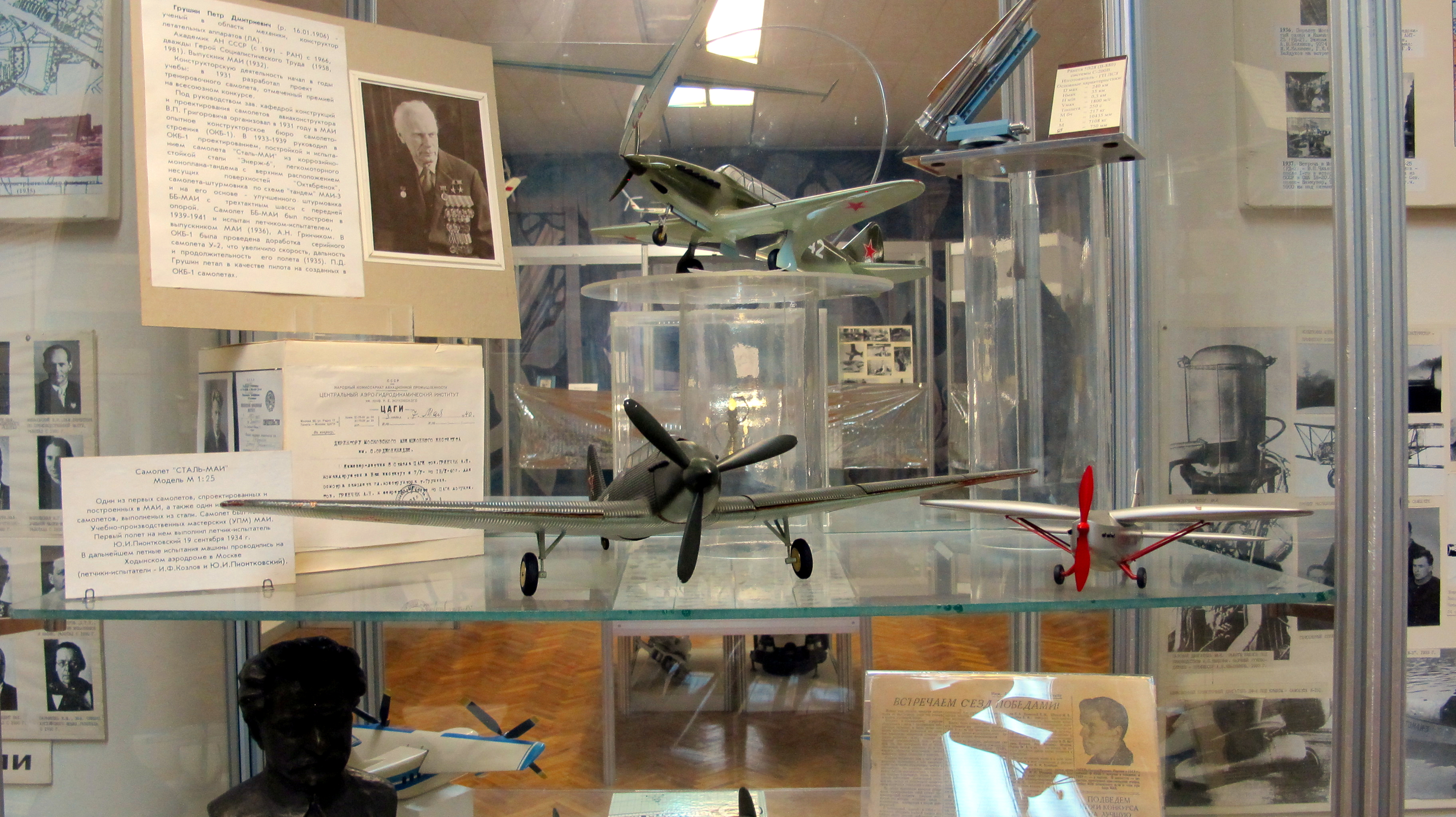
Сталь-МАИ

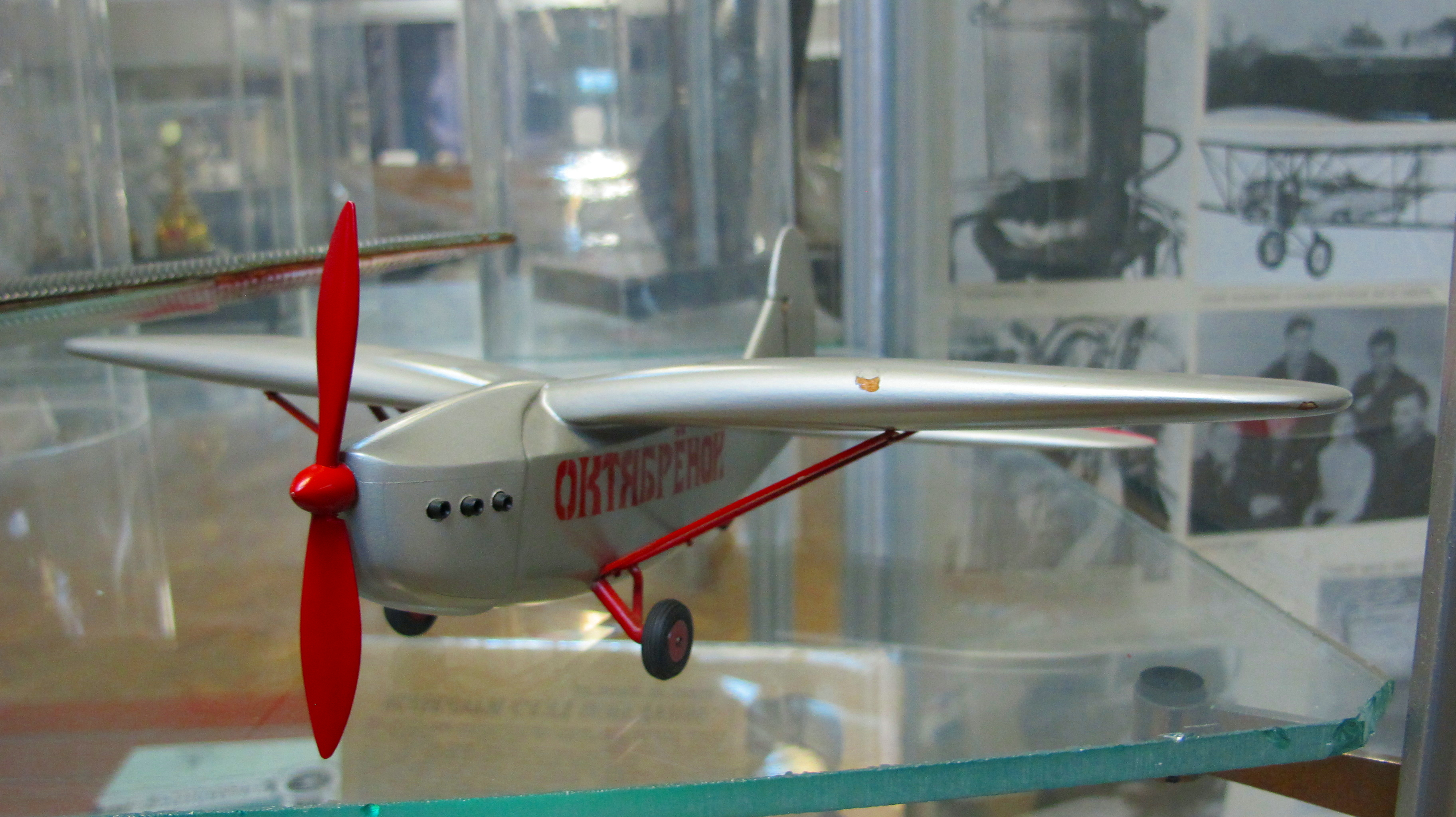
Октябрёнок

По окончании института работал в Бюро новых конструкций Всесоюзного авиационного объединения под руководством авиаконструктора А. Лявиля, в ЦКБ авиазавода № 39, затем, по приглашению Д. П. Григоровича, возвращается в МАИ где работал на кафедре 101 (Самолётостроение) и главным конструктором КБ МАИ. Работает над проектом сверхдальнего самолёта «Сталь-МАИ», модернизацией У-2, созданием легкомоторного самолёта тандемной аэродинамической схемы, «Октябрёнок» или «Небесная блоха» (первая самостоятельная работа), штурмовика МАИ-3, ближнего бомбардировщика ББ-МАИ.
В 1940 году переведён на должность главного конструктора авиационного завода № 135 в Харькове, где работает над обеспечением серийного выпуска ББ-1 (Су-2), и разработкой двухмоторного истребителя ДИС-135 (Гр-1).
После начала войны назначен заместителем авиаконструктора Семёна Лавочкина. При организации серийного выпуска новых истребителей Ла-5 и Ла-7 на авиационных заводах № 21 (Горький) и № 381 (Москва), проявил себя как талантливый руководитель, награждён двумя орденами Ленина.
После войны работал в министерстве авиапромышленности и спецкомитете по реактивной технике. С осени 1948 года декан МАИ и проректор по научной работе.

### Ракетчик
С июня 1951 года вновь назначен первым заместителем Семёна Лавочкина для доработки и испытаний ракеты В-300 зенитного комплекса «Беркут» (С-25).
Лавочкин дал следующую характеристику Петру Грушину:

Принципиален и въедлив, обязателен и точен. Не терпит приблизительных решений, прирождённый расчётчик. В этого человека я верю. Он видит и чувствует машину не по отдельным узлам, а в комплексе.— (цит. по: Коровин В. Создатель ракет для C-300 // Военно-промышленный курьер (газета). — 2006. — № 2 (118) от 18 января.)
20 ноября 1953 года постановлением Совета Министров СССР № 2838—1201 в подмосковных Химках для разработки новейших образцов ракетной техники и зенитных управляемых ракет создано Особое Конструкторское Бюро № 2 ОКБ-2 (с 1967 Машиностроительное конструкторское бюро «Факел»), Пётр Дмитриевич назначен его руководителем на должность «Главный конструктор — начальник ОКБ». В ОКБ вошли специалисты-ракетчики КБ-1 и ОКБ-293 М. Р. Бисновата. С этого момента до конца 1980-х имя авиаконструктора исчезает из поля зрения, о его работах знает только ограниченный круг лиц в руководстве СССР.
Первая работа ОКБ Грушина — ракета В-750 для комплекса С-75 принесла успех, в ней удалось воплотить несовместимые требования: мобильность, высокие ТТХ, надёжность, простоту эксплуатации, дешевизну и технологичность конструкции.
7 октября 1959 года над территорией Китая С-75 впервые в мире сбивает высотный самолёт-разведчик РБ-57Д, полёты над Китаем прекращаются.
1 мая 1960 года над территорией СССР сбит считавшийся неуязвимым американский высотный разведчик U-2. Это вызывает международный скандал и полёты над СССР прекращаются.
С 1965 года ЗРК С-75 впервые в мире массово применяются в военных действиях во Вьетнаме. Уничтожено от 200 (данные США) до 2000 (данные СССР) самолётов, в том числе более 50 летающих крепостей B-52. Без поддержки авиации американские войска не могли вести наступательные операции, война затягивалась и это решило её исход.
Фактически ракеты Грушина совершают революцию в тактике применения авиации и показывают, что ЗРК могут быть не только военной силой, но и инструментом сдерживания и политического влияния в мире.
За создание изделия C-75 комплекса «Двина» Пётр Дмитриевич Грушин был удостоен звания Героя Социалистического Труда и награждён орденом Ленина. 30 декабря 1958 года для вручения наград на завод приезжают руководители государства Н. С. Хрущёв и Л. И. Брежнев.
4 марта 1961 года ракетой В-1000 в составе экспериментальной «системы А» на полигоне «Сары-Шаган» (ГНИИП-10) впервые в мире поражена боеголовка баллистической ракеты дальнего действия Р-12.
За 38 лет под управлением Грушина ОКБ «Факел» стало одной из ведущих ракетных фирм. Здесь созданы передовые образцы ракетной техники, стоящие на вооружении более чем в 50 странах мира.
- Для зенитных комплексов: С-75 (1Д, 11Д, 13Д, 17Д, 20Д, 5Я23, 22Д), С-125 (5В24, 5В27, 5В27ДЕ), С-175 (В-850), С-200 (5В21, 5В28), С-300П (5В55, 48Н6), «Круг» (19Д, 4К60), «Оса» (9М33), «Тор» (9М330), М-1 «Волна» (4К90, 4К91), М-2 «Волхов-М» (13ДМ), М-3 (В-800), М-11 «Шторм» (4К60), Оса-М (9М33), «Клинок» (9М330), С-300Ф «Форт» (5В55РМ, 48Н6).
- Для систем противоракетной обороны: Система «А» (В-1000), Сатурн (5В21),С-225 (5Я27, В-758, В-825), А-35 Алдан (5В61), А-135 Амур (51Т6).
- Ракеты класса «воздух-воздух»: РС-1У, РС-2У, К-6, В-148, В155, а также серия экспериментальных проектов.

Могила Грушина на Новодевичьем кладбище Москвы.

В начале 1966 года Пётр Дмитриевич Грушин избран членом ЦК КПСС.
1 июля 1966 года избран действительным членом Академии Наук СССР.
В 1981 году за создание комплекса С-300П Пётр Дмитриевич Грушин получил вторую звезду Героя Социалистического Труда.
В 1987 году пожертвовал 140 тысяч рублей, накопленных за несколько десятилетий личных «академических» сбережений, на строительство нового здания дома юных техников «Интеграл» в Химках. Строительство завершено в 1990 году. Свой поступок Пётр Грушин объяснил так:

Этим я отдал дань своему юношескому увлечению — авиамоделизму, и очень хочу, чтобы у молодых химчан появилось достойное место для подобных занятий.
Жил в городе Химки, до последних дней ежедневно приходил на работу в своё ОКБ. Говорил, что «жизнь прошла очень красиво» и что своими успехами он обязан, прежде всего, привитому с детства трудолюбию и способностью безропотно переносить трудности.
Скончался на 88 году жизни, 29 ноября 1993 года. Похоронен на Новодевичьем кладбище в Москве.
23 декабря 1993 года ОКБ «Факел» присвоено имя Академика Грушина.
В марте 1999 во время Югославской войны Грушинской 5В27Д комплекса С-125 впервые в мире был сбит самолёт-невидимка F-117.

## Награды и премии
- Дважды Герой Социалистического Труда:
  - Указом Президиума Верховного Совета СССР (с грифом «секретно») от 25 июля 1958 года за исключительные заслуги перед государством при выполнении специального задания (за создание ракеты 1Д (В-750) для ЗРК С-75) П. Д. Грушину присвоено звание Героя Социалистического Труда с вручением ордена Ленина и золотой медали «Серп и Молот».
  - Указом Президиума Верховного Совета СССР (с грифом «секретно») от 20 апреля 1981 года за выдающиеся заслуги в развитии науки и техники (за создание ракеты 5В55 для ЗРК С-300П) П. Д. Грушин награждён орденом Ленина и второй золотой медалью «Серп и Молот».
- 7 орденов Ленина (21.06.1943; 2.07.1945; 1953; 25.07.1958; 1966; 20.04.1981; 1986)
- орден Октябрьской Революции (1971)
- орден Трудового Красного Знамени
- медали
- Ленинская премия (1963)
- Государственная премия СССР (1965)
- Золотая медаль имени А. Н. Туполева Академии наук СССР (1979)

## Память
- Бюст П. Д. Грушина установлен в городе Вольск Саратовской области.
- Имя академика вписано в «Золотую книгу Петербурга».
- В городе Химки Московской области, вблизи МКБ «Факел», есть улица Академика Грушина.
- В городе Химки Московской области проводится Кубок памяти академика П. Д. Грушина по авиамодельному спорту в классе «Воздушный бой», а на доме Юного техника установлена памятная доска.
- В 2002 году в цикле «Тайны забытых побед», о Петре Дмитриевиче Грушине вышел 26-минутный документальный фильм «Защита Грушина».
- В 2005 году вышел документальный фильм «Без грифа „Секретно“. Победитель фантомов», являющийся, по сути, ремейком фильма «Защита Грушина», с частичными добавлениями и вырезками.